# Edgar Froese
Edgar Wilmar Froese (Sovetsk, Prússia Oriental, 6 de junho de 1944 – Viena, 20 de janeiro de 2015) foi um artista musical alemão e pioneiro da música eletrônica, mais conhecido por fundar o grupo de música eletrônica Tangerine Dream em 1967. Froese foi o único membro contínuo do grupo até sua morte. Embora suas gravações solo e de grupo anteriores a 2003 o chamem de "Edgar Froese", seus álbuns solo posteriores levam o nome de "Edgar W. Froese".

## Biografia
Froese nasceu em Tilsit, Prússia Oriental (agora Sovetsk, Rússia), no Dia D durante a Segunda Guerra Mundial; membros de sua família, incluindo seu pai, foram mortos pelos nazistas e depois da guerra sua mãe e a família sobrevivente se estabeleceram em Berlim. Ele teve aulas de piano aos 12 anos de idade e começou a tocar violão aos 15. Depois de mostrar uma aptidão precoce para a arte, Froese se matriculou na Academia de Artes de Berlim para estudar pintura e escultura.
Um de seus trabalhos mais lucrativos foi desenhar cartazes publicitários para os ônibus de Berlim. Ele começou uma graduação noturna em psicologia e filosofia e recebeu seu doutorado sobre o imperativo categórico de Kant.
Em 1965, ele formou uma banda chamada The Ones, que tocava rock psicodélico e alguns padrões de rock e R&B. Enquanto tocavam na Espanha, os The Ones foram convidados a se apresentar na casa de Salvador Dalí em Cadaqués. O encontro de Froese com Dalí foi altamente influente, inspirando-o a buscar direções mais experimentais com sua música. Os Ones se separaram em 1967, tendo lançado apenas um single "Lady Greengrass" (b / w "Love of Mine") pela Star Club Records.  Após retornar a Berlim, Froese começou a recrutar músicos para a banda de rock livre que se tornaria o Tangerine Dream.

## Discografia solo
Álbuns de estúdio
| Ano  | Nome                      | Selo     |
| ---- | ------------------------- | -------- |
| 1974 | Aqua                      | Virgin   |
| 1975 | Epsilon in Malaysian Pale | Virgin   |
| 1976 | Macula Transfer           | Brain    |
| 1978 | Ages                      | Virgin   |
| 1979 | Stuntman                  | Virgin   |
| 1982 | Kamikaze 1989             | Virgin   |
| 1983 | Pinnacles                 | Virgin   |
| 2005 | Dalinetopia               | Eastgate |

Álbuns do Tangerine Dreams tocados exclusivamente por Froese
| Ano  | Nome                | Selo     |
| ---- | ------------------- | -------- |
| 2005 | Phaedra 2005        | Eastgate |
| 2007 | Summer in Nagasaki  | Eastgate |
| 2008 | Tangram 2008        | Eastgate |
| 2008 | Hyperborea 2008     | Eastgate |
| 2009 | Winter in Hiroshima | Eastgate |
| 2009 | Chandra             | Eastgate |

Compilações
| Ano  | Nome                                | Selo              |
| ---- | ----------------------------------- | ----------------- |
| 1980 | Electronic Dreams                   | Brain             |
| 1981 | Solo 1974–1979                      | Virgin            |
| 1995 | Beyond the Storm                    | Virgin            |
| 2003 | Introduction to the Ambient Highway | TDP International |
| 2003 | Ambient Highway, Vol. 1             | TDP International |
| 2003 | Ambient Highway, Vol. 2             | TDP International |
| 2003 | Ambient Highway, Vol. 3             | TDP International |
| 2003 | Ambient Highway, Vol. 4             | TDP International |
| 2005 | Orange Light Years                  | Eastgate          |
| 2012 | Solo 1974–1983 - The Virgin Years   | Virgin            |

### Outros
| Ano  | Nome do Artista | Título da Canção  | Título do Álbum      |
| ---- | --------------- | ----------------- | -------------------- |
| 1981 | Tangerine Dream | "Baryll Blue"     | '70 – '80            |
| 1992 | Various Artists | "Michiko"         | The Best of the O1/W |
| 2011 | William Shatner | "Learning to Fly" | Seeking Major Tom    |
| 2013 | William Shatner | "Do You See?"     | Ponder the Mystery   |

### Material solo de Edgar Froese como Tangerine Dream
Tangents era uma compilação do Tangerine Dream com cinco CDs lançados em 1994, compilando músicas de seus anos com a Virgin Records, 1973 a 1983. O disco cinco consiste inteiramente em "material inédito": dez faixas, sete das quais são creditadas apenas a Froese como o compositor. Nenhuma informação é fornecida sobre onde ou quando essas faixas foram gravadas, ou por qual formação do Tangerine Dream. A maioria das faixas de Tangerine Dream credita a formação que a gravou como os compositores, portanto, essas parecem ser faixas solo de Froese, lançadas sob o nome de Tangerine Dream, e podem ter sido gravadas para este álbum. Além disso, cinco faixas no disco três são descritas como "regravações de Edgar Froese", enquanto as faixas restantes nos discos três e quatro são descritas como "remisturadas mais gravações adicionais de Edgar Froese". As faixas dos discos um e dois também são remixadas e contêm novos overdubs, e Froese é creditado como produtor de todo o álbum.
Outro box de compilação, o I-Box de 6 CDs (2001) contém outras faixas bônus creditadas apenas a Froese: "Ivory Town", "Storm Seekers", "Cool Shibuya" e "Akash Deep". Várias faixas de Tangents de Froese também estão incluídas.

O álbum Views from a Red Train (2008) do Tangerine Dream foi originalmente anunciado como um álbum solo de Edgar Froese. Foi eventualmente expandido com a apresentação de outros membros da banda, mas o álbum continua composto inteiramente por Froese.